# Friedrich Magirius
Friedrich Magirius (ur. 26 czerwca 1930 w Dreźnie) – niemiecki pastor, teolog ewangelicki, polityk. Jest absolwentem Wyższej Szkoły Kościelnej w Berlinie oraz Uniwersytetu Greifswaldzkiego. W latach 1982–1995 był pastorem w Lipsku. Do upadku muru berlińskiego w 1989 był aktywistą opozycyjnym. W latach 1990–2004 był Przewodniczącym Rady Miasta Lipska.
Po 1989 inicjował zbliżenie Niemiec z Polską, w szczególności Lipska z Krakowem, miastami partnerskimi.
Friedrich Magirius został uhonorowany wieloma odznaczeniami, m.in.:
- w 1994 prezydent Francji pasował go na Oficera Orderu Narodowego Legii Honorowej
- w 1997 prezydent Polski odznaczył go Krzyżem Komandorskim Orderu Odrodzenia Polski
- w 2005 Rada Miasta Krakowa przyznała mu tytuł Honorowego Obywatela Miasta Krakowa[1].